# Eddy Ghilain
Elie Texereau, dit Eddy Ghilain, né et mort à Paris (8 mars 1902-16 juillet 1974), est un dramaturge, scénariste, écrivain et acteur français.

## Biographie
Auteur de pièces radiophoniques dans la série Faits divers entre 1949 et 1953, il écrit de nombreuses pièces de théâtre jouées pour la plupart au Grand-Guignol de 1957 à 1962. Pour les besoins de ses pièces, il est également acteur, metteur en scène et décorateur.
En 1965, il publie son premier roman, Silence, clinique ! dans lequel un agent secret enquête sur la disparition en plein ciel d'une Caravelle faisant la liaison aérienne Paris-Toulouse avec à son bord un célèbre savant. Ce roman est adapté au cinéma sous le titre Baraka sur X 13 et réalisé par Maurice Cloche et Silvio Siano.
En 1966, paraît L'Homme au chien. Ce roman débute par le braquage d'un fourgon mortuaire par des blousons noirs qui emportent le cercueil d’un enfant contenant en réalité un chargement de drogue. Louise Lalane dans sa critique du roman dans Mystère magazine affirme à propos de l'auteur que « s'il est en mesure de nous donner d'autres histoires menées comme celle-ci, il aura réussi avec brio une ré-adaptation que la fermeture du Grand-Guignol devait rendre nécessaire ».

## Œuvres

### Romans
- Silence, clinique !, collection Agent secret no 23, Éditions Robert Laffont, 1965
- L'Homme au chien, Série noire no 1094, 1966

### Pièces de théâtre
- Le Fauve, Théâtre du Gymnase, 1942
- Valérie, Théâtre de Paris, 1946
- Messieurs, Mon mari, Théâtre de Paris, 1947
- L'Espionne, Grand-Guignol, 1957
- La Loterie de la mort, Grand-Guignol, 1957
- La Violeuse, Grand-Guignol, 1957
- Le Saut de la mort, Grand-Guignol, 1957
- La Torpille humaine, Grand-Guignol, 1958
- L'École du strip-tease, Grand-Guignol, 1958
- La Ceinture de chasteté, Grand-Guignol, 1959
- La Rage au ventre, Grand-Guignol, 1959
- La Mort qui tue, Grand-Guignol, 1960
- La PP atomique ou la vedette nue, Grand-Guignol, 1960
- Faites-moi un enfant, Grand-Guignol, 1960
- Le Cercueil flottant, Grand-Guignol, 1960
- Hara-Kiri, Grand-Guignol, 1960
- Les Coupeurs de tête, Grand-Guignol, 1960
- Championnat d'amour, Grand-Guignol, 1960
- Les Blousons sanglants, Grand-Guignol, 1961

### Opérette
- Valses de France, Théâtre du Châtelet, 1942

## Théâtre
- 1930 : Topaze de Marcel Pagnol, tournée Boulay-Arnaudy, Roger de Berville

## Filmographie
- 1946 : Christine se marie, film français réalisé par René Le Hénaff
- 1951 : Le Plus Joli Péché du monde, film français réalisé par Gilles Grangier
- 1956 : Alerte aux Canaries, film français réalisé par André Roy
- 1966 : Baraka sur X 13, film français, adaptation de Silence, clinique ! réalisée par Maurice Cloche et Silvio Siano

## Sources
- Claude Mesplède, Dictionnaire des littératures policières volume 1
- Claude Mesplède, Les Années Série noire vol.3 (1966-1972) Encrage « Travaux » no 22, 1994
- Claude Mesplède et Jean-Jacques Schleret, SN Voyage au bout de la Noire, p. 155, Futuropolis, 1982